# Braslava socken
Braslava socken (lettiska: Braslavas pagasts) är ett administrativt område i Aloja kommun i Lettland. 

## Städer och byar
- Braslava
- Klāmaņi
- Urga
- Vilzēni
- Vilzēnmuiža